# Dan Gosling
Daniel "Dan" Gosling, född 1 februari 1990, är en engelsk fotbollsspelare.
Gosling har tidigare spelat för Plymouth Argyle, Everton, Newcastle United, Blackpool, Bournemouth och Watford.

## Karriär
Efter 6,5 år i Bournemouth värvades Gosling den 31 januari 2021 av Watford, där han skrev på ett 2,5-årskontrakt.